# 嚴礪
嚴礪（8世纪？—809年），字元明，出生於四川鹽亭，是唐代名臣嚴震的從祖兄弟。擔任過許多唐朝中央官職，也曾協助唐朝平定叛亂。元和四年卒。

## 生平
少年時信仰佛教，太守與他接觸後，欣賞他的才能，變推薦他成為玄武縣尉。後來他到了山南道，被任命為牙將，負責供應糧食，還立了戰功，但因其性情較為浮躁，且易聽信小人的話，以致於軍隊中留下的人多為便佞，軍隊難以團結，嚴礪管理出現問題，便會被調職，因此他無法長久擔任一個職位，歷任各種官職後，成為了山南東道節度使都虞候、興州刺史兼監察御史，德宗十五年七月時被任命為山南西道節度使（782年—799年）。曾協助唐朝出兵平定劉辟的叛亂、疏導嘉陵江。元和四年三月時去世，被追贈為司空。

## 討伐叛亂
805年8月，西川節度使韋皋卒，其心腹劉辟趁機不經朝廷同意就自立為后，當時因唐憲宗剛即位，勢力不夠穩固，於是決定先行安撫手段，先任命劉辟為節度副史，但劉辟卻得寸進尺，向朝廷要求要佔領三川之地，唐憲宗李純於是派左神策行營節度使高崇文、神策京西行營兵馬使李元奕、山南西道節度使嚴礪共同出兵討伐。劉辟在這場叛亂中很快就被政府軍攻陷，嚴礪在這場戰亂中收復了劍州（今四川劍閣縣），高崇文則攻陷了梓洲，劉辟被政府軍全面包圍，決定向政府投降並逃跑，劉辟一路向西逃亡準備投靠吐蕃，卻被追兵追上，他嘗試自殺卻失敗，最終仍被政府軍捉回判刑。平定叛亂後，高崇文於該年十月七日被任命為西川節度使，嚴礪於該年的十月九日被任命為東川節度使，而劉辟則被押解到長安處刑，他的家族和黨羽全部都一起被斬首。

## 受貶謫經過
唐貞元十五年（799），嚴礪的兄弟嚴震去世後，朝廷暫時任命嚴礪留在府中幫忙，後來因他是嚴震的遺表，受到舉薦，破格被提拔為興元（今陝西漢中要尹兼任御史大夫，山南西道節度使、支度、營田使、觀察使），但皇帝下詔後卻引來眾臣的不滿，諫官、御史認爲嚴礪資歷很淺，許多重要官員如李元素、陳京、孫拯、許孟容都反對，更有許多人舉出嚴礪不適合當官的證據，甚至舉出他曾有的不當行徑，最後孫拯彙整了大家的意見，稟告皇帝，皇帝於是派三司使調查大家的想法，發現嚴礪已經受到大家的輕視，不得已在第二天將嚴礪貶為苗拯萬州刺史，李繁播州的參軍，並同正員。

## 疏導嘉陵江
嚴礪在擔任山南西道節度使（自德宗貞元十五年七月至順宗永貞元年四月）時，剛剛上任一年多即受到政府命令，負責疏導嘉陵江，於是他自縣往西，派兵焚巨石，疏導了兩百多里的嘉陵江，柳宗元更為讚頌嚴礪疏導江河一事作了《興州江運記》，而這篇文章也成為了嚴礪疏導嘉陵江最早、最詳細的記載，嚴礪疏導完嘉陵江後，嚴礪受到了成為禮部尚書的殊榮，當地居民提議要為嚴礪建碑紀念，但卻遭到嚴礪拒絕。

## 罪行
嚴礪擔任官職期間貪殘暴戾，對待百姓十分苛刻，人民苦不堪言，嚴礪還收取贓款，揮霍國家財產，擅自沒收人民的田地和房子，更經常無故增加稅收。元和四年嚴礪去世，死後御史元稹奉命出使兩川，調查嚴礪的罪行，最後元稹糾察彈劾嚴礪，下詔徵收他的贓款，並以死寬恕他的罪行。